# Sanctacaris
Genre
Espèce
Sanctacaris uncata est une espèce éteinte d'arthropodes carnivores des schistes de Burgess datés du Cambrien moyen, il y a environ 505 Ma (millions d'années).

## Description
Il était spécialisé dans la capture des proies.
Il présentait un bouclier céphalique renflé, plus large que long avec des extensions latérales triangulaires. Le corps se composait de 11 larges segments, les dix premiers étant dotés d’une paire d’appendices biramés. Un telson ample et plat coiffait l’extrémité postérieure. De grands rameaux branchiaux lamelleux sur les appendices du corps et un large telson servaient de stabilisateur et de gouvernail. La tête portait une série de six paires d’appendices. Les cinq premières paires étaient biramées, les rameaux externes étant réduits à des prolongements ressemblant à des antennes, les rameaux internes arrangés en un ensemble d’appendices bordés sur leur face interne d’épines pointues servant à la capture des proies. Ces rameaux à fonction alimentaire s'élargissaient d’avant en arrière ; la première paire comporte 4 segments, leur nombre augmentait pour les suivantes, de sorte que la cinquième paire pouvait en posséder huit ou plus. La sixième paire se situait en arrière des cinq premières et sur le côté. Son rameau externe ressemblait à une antenne par la forme, mais beaucoup plus gros que les rameaux correspondants des cinq premières paires d’appendices. Le court rameau interne se terminait par un bouquet d’épines en rayons.
Il mesurait jusqu’à 10 cm de long.

## Référence
- (en) Briggs & Collins, 1988 : « A Middle Cambrian chelicerate from Mount Stephen, British Columbia », Palaeontology (Oxford), 31-3 pp 779-798.